# 100% باسكال-سنسي
%100 باسكال-سنسي (باليابانية: 100％パスカル先生، بالروماجي: 100% Pasukaru-sensei)، سلسلة مانغا كوميدية مكتوبة ومصورة من قبل ناغاي يوجي. بدأ التسلسل في شوغاكان، ومجلة كورو كورو المصورة في 15 يناير 2015 ، وقد تم تجميعها في ستة مجلدات في 28 سبتمبر 2017. بدأ بث الأنمي في 15 أبريل عام 2017.

## القصة
وتدور القصة حول مدرس ابتدائي غبي، بحيث لا يستطيع حتى كتابة اسمه صحيحاً. يفعل ما يشاء في الفصول الدراسية. بالإضافة إلى أنه ليس إنسان.

## الشخصيات
Pascal-sensei|パスカル先生|باسكال-سينسي.
أداء صوتي: Hana Sato
Chika-chan|ちか ちゃん|شيكا-شان.
أداء صوتي: ميساكو توميكا.
hyatu-kun|隼人くん|هياتو-كن.
أداء صوتي: يوكي كوديارا.
Steve Kanamori|スティーブカナモリ|ستيف كانارومي.
أداء صوتي: دايكي كوباياشي.
Iwata-kun|岩田くん|إواتا-كن.
أداء صوتي: ككوجي تاكيدا.
Yūsuke Kitano-kun|北野悠介くん|ياسوكي كيتانو-كن.
أداء صوتي: شينيا هامازو.
Hikaru Tachibana|立花ひかる|هيكارو تاشيبانا.
أداء صوتي: يوكي ماريياما.

### لعبة فيديو
لعبة فيديو بعنوان: 100% Pascal Sensei: Kanpeki Paint Bombers (100％パスカル先生 完璧ペイントボンバーズ 100% Pasukaru-sensei Kanpeki Peinto Bombaazu، lit. 100% Professor Pascal: Perfect Paint Bombers)، وضعت ونشرت من قبل كونامي عن نينتندو 3DS في عام 2017.<ref>"100%パスカル先生 完璧ペイントボンバーズ". Nintendo (باليابانية). 21 Jul 2017. Archived from the original on 2019-03-22.

## وصلات خارجية
- أنيمي الموقع الرسمي (باليابانية).
- 100% باسكال-سنسي على موقع ANN manga (الإنجليزية)

.